# Łapajówka (rejon pustomycki)
Łapajówka (ukr. Лапаївка) – wieś na Ukrainie w rejonie lwowskim (do 2020 roku w rejonie pustomyckim) należącym do obwodu lwowskiego.